# حاجی‌آباد (کیشکور)
حاجی‌آباد روستایی در بخش کیشکور شهرستان سرباز استان سیستان و بلوچستان ایران است.

## جمعیت
بر پایه سرشماری عمومی نفوس و مسکن در سال ۱۳۹۵ جمعیت این روستا ۱٬۷۹۲ نفر (۴۴۳خانوار) بوده است.